# Davide Celli
Davide Celli (Bologna, 18 gennaio 1967) è un disegnatore, attore, politico e attivista ecologista italiano.
È figlio del famoso etologo ed entomologo Giorgio Celli.

## Carriera

### Carriera cinematografica
Come attore, è stato scoperto da Roberto Faenza, ma la vera occasione gli viene offerta da Pupi ed Antonio Avati che lo scritturano per Aiutami a sognare e qualche anno dopo, ai tempi di Una gita scolastica (1983), gli affidano il ruolo da spalla di Nik Novecento, che in seguito divenne suo grande amico.
Fin da giovanissimo – la sua carriera inizia all'età di dodici anni – ha recitato in diversi film, serial televisivi e cortometraggi di autori vari, con ruoli da caratterista contrassegnati dalla cadenza emiliana nella recitazione.
In campo pubblicitario figura tra gli attori dello spot Gradisca diretto da Daniele Luchetti. Fermato casualmente e intervistato per strada, diventa uno dei protagonisti degli spot che lanciano la prima edizione del TG5 diretto da Enrico Mentana. 
Per Gabriele Muccino ha recitato nella sua fiction d'esordio, dedicata al mondo giovanile, prodotta e andata in onda all'interno del programma televisivo Mixer.
Ha interpretato un ruolo da coprotagonista nel film Una domenica sì di Cesare Bastelli e successivamente è stato scelto come protagonista della sit-com, È proibito ballare, trasmessa da Rai 1 in 65 puntate (dirette in alternanza da Cesare Bastelli e Fabrizio Costa, prodotta dai fratelli Avati) 
Ha condotto le dirette esterne della terza edizione (di quattro totali) del varietà Lascia o raddoppia? presentato da Bruno Gambarotta e Lando Buzzanca.

### Carriera politica
La sua attività politica è iniziata nel 1998 con i Verdi per i quali è stato Consigliere Federale Nazionale e capolista alle elezioni regionali dell'Emilia-Romagna.
Nel 2000 ha fondato l'Associazione culturale politica I Nuovi Verdi alla quale ha aderito anche l'attivista ambientalista americana Julia Butterfly Hill, nota per aver vissuto 738 giorni su una sequoia per impedirne l'abbattimento. Dal 2004 al 2009 ha ricoperto la carica di consigliere del Comune di Bologna sotto la giunta Cofferati.
Nel 2007 ha lasciato i Verdi per aderire al Partito Democratico dove ha ricoperto la carica di responsabile regionale della comunicazione fino al giugno del 2009.
Il 3 ottobre 2021 viene eletto consigliere nel Comune di Bologna, nella Lista Europa Verde, con 201 voti.

### Come disegnatore
Ha pubblicato il libro satirico a vignette: "Scherzi Cinesi; breve storia di Sergio Cofferati, cinese di Cremona, Sindaco di Bologna". Edito da Pendragon, Bologna.
Nell'agosto del 2010 ha pubblicato il romanzo saggio dal titolo "Confessione di un nemico del popolo", che si può ottenere gratuitamente richiedendolo a lui stesso tramite Facebook.

## Filmografia
- Si salvi chi vuole - (1980) di Roberto Faenza
- Aiutami a sognare - (1981) di Pupi Avati
- Una gita scolastica - (1983) di Pupi Avati
- Noi tre - (1984) di Pupi Avati
- Festa di laurea - (1985) di Pupi Avati
- Una domenica sì - (1986) di Cesare Bastelli
- Sposi - (1987) di Pupi Avati
- È proibito ballare - (1989) di Pupi Avati, Fabrizio Costa e Cesare Bastelli
- Magnificat - (1993) di Pupi Avati
- Antelope Cobbler di Antonio Falduto
- Faccia di lepre di Liliana Ginanneschi
- La neve nel bicchiere di Florestano Vancini
- A misura d'uomo di Mario Cangi (Orti Film Studio)